# 天草市立城河原小学校
天草市立城河原小学校（あまくさしりつ じょうがわらしょうがっこう）は、熊本県天草市五和町城河原にあった小学校。

## 沿革
- 1876年（明治9年）2月5日 - 上野原学校創立
- 1879年（明治12年）9月1日 - 閉校
- 1880年（明治13年）3月1日 - 再開
- 1886年（明治19年）4月1日 - 城河原簡易教場と改称
- 1891年（明治24年）5月1日 - 城河原尋常小学校と改称
- 1905年（明治38年）4月1日 - 城河原尋常高等小学校と改称
- 1909年（明治42年）3月31日 - 城河原尋常小学校と改称
- 1926年（大正15年）3月22日 - 城河原尋常高等小学校と改称
- 1941年（昭和16年）4月1日 - 城河原国民学校と改称
- 1947年（昭和22年）4月1日 - 城河原村立城河原小学校と改称
- 1955年（昭和30年）- 五和町立城河原小学校と改称
- 2006年（平成18年）- 天草市立城河原小学校と改称
- 2014年（平成26年）- 天草市立二江小学校、手野小学校、御領鬼池小学校と統合し、五和小学校となる。

## 学校周辺
- 城河原地区コミュニティセンター
- 城河原郵便局
- 城河原保育園
- 市丸医院
- Yショップもりた
- たなか畜産
- 営農法人（株）ほたるの里城河原
- 印刷センター
- おかずや